# Perfil d'energia

Perfil d'energia que mostra els productes (Y), els reactius (X), l'energia d'activació (E_{a}) de la reacció exotèrmica i endotèrmica, i l'entalpia (ΔH). També es mostra el perfil de la mateixa reacció però amb catalitzador.

Un perfil d'energia o perfil de reacció és un gràfic esquemàtic de l'energia d'un sistema reactiu en funció de la coordenada de reacció. El terme "energia" es pot referir a l'entalpia, l'energia lliure o l'energia interna. Els perfils d'energia tenen com a objectiu il·lustrar les energies del reactiu, de l'intermedi, de la transició i del producte; són útils per mostrar els mecanismes de reacció.